# John Coleridge, 1. Baron Coleridge

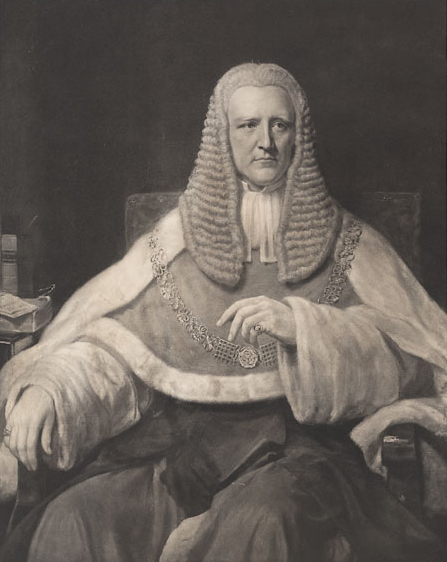
John Coleridge, 1. Baron Coleridge

John Duke Coleridge, 1. Baron Coleridge PC (* 3. Dezember 1820 in Ottery St. Mary; † 14. Juni 1894 in London) war ein britischer Anwalt, Richter und Politiker.
Coleridge war der älteste Sohn von Sir John Taylor Coleridge und der Großneffe des Dichters Samuel Taylor Coleridge. Er besuchte das Eton College und studierte dann am Balliol College, Oxford. Von 1853 bis 1854 war er Sekretär der Royal Commission on the City of London. Im Jahre 1865 wurde er für die Liberal Party ins House of Commons gewählt. Von 1868 bis 1873 war er zunächst Attorney General und dann Solicitor General. Er wechselte dann in das Amt des Chief Justice of the Common Pleas, das er sieben Jahre innehatte. Bereits am 10. Januar 1874 wurde Coleridge als Baron Coleridge, of Ottery St. Mary in the County of Devon, in den erblichen Adelsstand erhoben.
1880 wurde er Lord Chief Justice of England.
Lord Coleridge war mit Jane Fortescue Seymour verheiratet und hatte mit ihr vier Kinder. Seine erste Frau starb 1878. Er heiratete 1885 Amy Augusta Jackson Lawford. Lord Coleridge starb 74-jährig am 14. Juni 1894. Seinen Titel erbte sein ältester Sohn Bernard, der ebenfalls ein bekannter Richter wurde.